# Justice est faite
Pour plus de détails, voir Fiche technique et Distribution.
Justice est faite est un film de procès français réalisé par André Cayatte, sorti en 1950. Ce film montre la faillibilité du système judiciaire français.

## Synopsis
À l'occasion du procès d'une jeune femme, Elsa, qui avait pratiqué l'euthanasie sur la personne de son amant, on assiste au démontage du mécanisme du jury et à l'analyse du comportement des jurés prisonniers de leur vie personnelle, de leurs habitudes, de leurs tendances secrètes. Le débat entre jurés consiste à comprendre si Elsa a tué son mari pour mettre fin à sa souffrance ou si elle l'a tué par intérêt personnel, étant amoureuse d'un autre homme. 
Elsa étant d'origine étrangère, les jurés peuvent être influencés par leurs préjugés dans la France de 1950, quelque peu empreinte de xénophobie et l'un d'entre eux se montre assez traditionaliste, attaché au christianisme, d'un patriotisme pouvant être considéré comme un nationalisme. Cet homme se montre inflexible dans ses jugements, mais aussi dans ses rapports avec sa famille, car ayant une conception patriarcale. Il suffit dans le procès d'une majorité de voix des jurés pour prendre une décision, et non de l'unanimité comme dans le système américain. 
Le film montre la faillibilité du jury et donc de la Justice et l'incertitude quant aux circonstances atténuantes ou aggravantes d'un homicide ou d'un assassinat. Le jury s'avère être influençable. Le doute persiste jusqu'à la fin sur la culpabilité ou l'innocence d'Elsa, les témoins n'apportant pas de témoignages concordants à ce sujet, et l'un des personnages principaux se rendant compte qu'en d'autres circonstances, il aurait pu voter différemment et alors changer totalement le sort d'Elsa.

## Fiche technique
- Titre : Justice est faite
- Réalisation : André Cayatte, assisté de Pierre Léaud, Jean-Paul Sassy
- Scénario et Adaptation : André Cayatte, Charles Spaak
- Dialogues : Charles Spaak
- Photographie : Jean-Serge Bourgoin
- Montage : Christian Gaudin
- Cadreur : Louis Stein, assisté de P. Rodier et R. Castel
- Musique : Raymond Legrand
- Décors : Jacques Colombier, assisté de Roland Guisgand
- Costumes : Albert Volper
- Son : Antoine Archimbaud (aux ondes: Martenot)
- Script : Simone Chavaudra
- Régie générale : André Michaud
- Maquillage : Ulysse, Alexandre Marcus, Lola Janvier
- Direction de production : Léon Carrel
- Producteur : Robert Dorfmann
- Société de production : Silver Films
- Distribution : Pathé Consortium Cinéma
- Tournage dans les studios "Franstudio" de Saint-Maurice et en extérieurs notamment à Versailles, Marly-le-Roi, Hérouville et Arronville
- Tirage : Laboratoire G.T.C - Enregistrement sur R.C.A
- Pays de production :  France
- Format : Noir et blanc  - 35 mm
- Genre :  Film dramatique
- Durée : 105 minutes
- Date de sortie : 
  - France : 20 septembre 1950
- Visa d'exploitation : 9237

## Distribution
| - Noël Roquevert : Théodore Andrieux, commandant en retraite, le sixième juré - Valentine Tessier : Marceline Micoulin, antiquaire, la quatrième jurée - Claude Nollier : Elsa Lundenstein, directrice pharmaceutique, l'accusée - Antoine Balpêtré : le président du tribunal - Raymond Bussières : Félix Noblet, barman au "Roi Soleil", le cinquième juré - Annette Poivre : Lucienne dite Lulu, la fiancée de Félix - Marcel Perès : Evariste-Nicolas Malingré, agriculteur, le deuxième juré - Nane Germon : Marie Malingré, la femme d'Evariste - Juliette Faber : Danièle Andrieux, une fille du commandant en retraite - Jacques Castelot : Gilbert de Montesson, propriétaire équestre, le premier juré - Françoise Hornez : Monique Andrieux, l'autre fille du commandant - Dita Parlo avec la voix de Paula Dehelly : Elisabeth, l'ex-fiancée de Gilbert - Marguerite Garcya : Amélie Andrieux, la femme du commandant en retraite - Michel Auclair : Serge Cremer, peintre décorateur, l'amant d'Elsa - Jean Debucourt : Michel Caudron, commerçant, soupirant de Mme Micoulin, le septième juré - Léonce Corne : l'huissier du tribunal - Marcel Mouloudji : Amadeo, le garçon de ferme des Malingré - Jean d'Yd : le supérieur de l'école religieuse - Jean Vilar : le prêtre à l'imprimerie - Robert Rollis : le garçon d'hôtel - Camille Guérini : le représentant en meubles - Fernand Gilbert : Éloi Pichot, cultivateur, un juré remplaçant - Henri Coutet : Albert Blavette, un juré remplaçant - Jean Sylvain : un client du bar le "Roi Soleil" - Marcelle Hainia : Angèle Popélier, l'hôtelière - Cécile Didier : Mademoiselle Popélier, l'autre hôtelière - Jean-Pierre Grenier : Jean-Luc Favier, imprimeur, le troisième juré - Élisabeth Hardy : Béatrice Flavier, la femme de Jean-Luc - Geneviève Morel : Hortense, la bonne des Flavier - Agnès Delahaie : Nicole ou "Yvonne" Vaudrémont, la sœur de la victime - Anouk Ferjac : Denise Jouvillon, la nouvelle fiancée de Gilbert - Émile Drain : le professeur Dutoit, un témoin à la barre - Paul Frankeur : M. Jouvillon, le père de Denise - Albert Michel : le gendarme qui apporte la convocation à Evariste - Roger Vincent : Albert Lavette, le deuxième juré suppléant | - Frédéric Mariotti : Édouard Pichon, le premier juré suppléant - Claude Nicot : Roland, le jeune homme qui fréquente Monique - Paul Faivre : Monsieur Michaud, le patron du "Roi Soleil" - Robert Moor : le professeur Georges Limousin, un témoin à la barre - Gustave Gallet : Gaston, le père de Lulu - Lucien Pascal : l'avocat de Vaudrémont - Madeleine Gérôme : Madame Michaud, la patronne du "Roi Soleil" - Nina Myral : la mère de Béatrice - Marie-Louise Godard : Madame de Montesson, la mère de Gilbert - Colette Régis : Hortense, la mère de Lulu - Madeleine Suffel : la bonne des Vaudrémont - Maurice Schutz : le vieil homme réconfortant la petite fille - Nicolas Amato : un juré récusé - André Numès Fils : le secrétaire de police - Emile Genevois : un autre serveur du "Roi Soleil" - Bever : un autre client du bar le "Roi Soleil" - Pierre Morin : l'avocat de la défense - Marcel Rouzé : le gendarme de faction - Louis Saintève : un magistrat du tribunal - Jimmy Perrys : un gendarme entourant l'accusée - Georges Demas : un danseur lors de la soirée - Jacky Blanchot : un gendarme qui maîtrise Serge Kramer - Pierre Fresnay : uniquement voix, pour le commentaire final - Lucien Guervil - René Pascal - Alain Raffaël - Jean Claude Rameau - Jean Morel - Maurice Marceau - Marcel Lestan - Benoîte Lab - Maryse Paillet : Juliette Sedan, une jurée récusée - Dominique Marcas - Renée Gardès - Hennery - Albert Malbert |

## Récompenses et distinctions
- Lion d'or à la Mostra de Venise 1950.
- Ours d'or à la Berlinale 1951.

Cas unique de ce film d'avoir obtenu un Lion d'or et un Ours d'or.

## Autour du film
- Le scénario a été novélisé par Jean Meckert avec le titre éponyme.
- Ce film signe le retour au cinéma de la grande vedette du cinéma des années 1930 Dita Parlo qui a refusé le rôle principal en raison du titre du film, craignant que cela apparaisse comme un message personnel, après avoir été internée à la Libération puis relaxée, justice ayant été faite à son égard.